# Боровский, Ярослав Евгеньевич
Ярослав Евгеньевич Боровский (20 июня 1937, Ямполь — 15 октября 2003, Киев) — украинский историк, археолог, научный сотрудник Киевской экспедиции Института археологии НАН Украины, кандидат филологических наук.

## Биография
В 1966 году окончил филологический факультет Киевского университета и с 1971 года занялся активной раскопочной деятельностью. Среди его достижений особенно выделяются исследования каменного дворца княгини Ольги на Старокиевской горе и знаменитых деревянных срубов на Подоле.
Под его руководством раскрыты многочисленные могильники, усадьбы, улицы, жилые и ремесленные комплексы X—XIII столетий в «граде Владимира» и «граде Ярослава», на Копыревом конце и горе Щекавице. Это — разные участки улиц Владимирской, Большой Житомирской, Рейтарской, Сретенской, Золотоворотской, в Кияновском переулке и на горе Детинец.
Лауреат Государственной премии УССР в области науки и техники (1983 год).

## Труды
- Археологічні дослідження в городі Ярослава // Археологічні дослідження стародавнього Києва. — Киев, 1976.
- Походження Києва: історіогр. нарис. — Киев: Наукова думка, 1981. — 151 с.: ил.
- (рус.) Мифологический мир древних киевлян. — Киев: Наукова думка, 1982. — 104 с. : ил.
- Археологические исследования Верхнего Киева в 1973—1983 гг. (в соавторстве с М. А. Сагайдаком) // Археологические исследования Киева 1973—1983 гг. — К., 1985.
- Світогляд давніх киян. — Киев: Наукова думка, 1992. — 176 с.: ил. — Библиогр.: С. 168—171.